# Bouzel
Bouzel è un comune francese di 730 abitanti situato nel dipartimento del Puy-de-Dôme nella regione dell'Alvernia-Rodano-Alpi.

## Storia

### Simboli
Il comune non ha adottato uno stemma. In rete si trova una versione di uno stemma associato al comune di Bouzel ma non risulta approvato dalla giunta municipale.

## Società

### Evoluzione demografica
Abitanti censiti